# Lampah
Lampah is een bestuurslaag in het regentschap Gresik van de provincie Oost-Java, Indonesië. Lampah telt 3472 inwoners (volkstelling 2010).